# هیروشی سائکی
هیروشی سائکی (به انگلیسی: Hiroshi Saeki) بازیکن فوتبال اهل ژاپن و عضو تیم ملی فوتبال ژاپن است که در تاریخ ۲۵ دسامبر ۱۹۵۸ میلادی اولین بازی ملی‌اش را انجام داد. او در ۴ بازی ملی حضور داشت و آخرین بازی ملی خود را در تاریخ ۱۵ اوت ۱۹۶۱ میلادی انجام داد. هیروشی سائکی در بازی‌های ملی‌اش
گلی به ثمر نرساند.